# Guerra del Hambre
La guerra del Hambre o guerra de la Hambruna fue un breve conflicto entre la liga formada por el Reino de Polonia y el Gran Ducado de Lituania y la Orden Teutónica que se disputó en el verano de 1414 con el fin de resolver por la fuerza las disputas territoriales entre los dos bandos. La guerra debe su nombre a las tácticas de tierra quemada que emplearon las partes enfrentadas. Si bien el conflicto acabó sin un vencedor claro y no tuvo consecuencias políticas, originó una grave hambruna y una epidemia de peste por toda Prusia. Según Johann von Posilge, ochenta y seis caballeros teutónicos fenecieron de la peste que siguió a la guerra. En comparación, aproximadamente cuatrocientos perecieron en la batalla de Grunwald de 1410, uno de los mayores combates de la Europa medieval.

## Antecedentes
La guerra polaco-lituano-teutónica de 1410-1411 no resolvió las desavenencias entre el Gran Ducado de Lituania y los caballeros teutónicos. El asunto más espinoso era el trazado de la frontera entre Samogitia y Prusia. El gran duque de Lituania Vitautas el Grande reclamaba los territorios de la orilla derecha del Niemen, incluida la ciudad de Memel (Klaipėda). Por su parte, los caballeros exigían que a la muerte de Vitautas y de Jogaila, rey de Polonia, Samogitia volviese a su poder. Segismundo, emperador del Sacro Imperio, se prestó a mediar en la disputa y encargó a Benedicto Makrai que escuchase a las dos partes. El 3 de mayo de 1413, Makrai anunció su fallo: otorgó los territorios al norte del Niemen, incluida Klaipėda, a Lituania. Los caballeros rechazaron el arbitraje y el gran maestre teutónico Heinrich von Plauen envió a sus huestes al norte de Polonia. Sin embargo, el ejército, al mando de Michael Küchmeister von Sternberg, volvió a Prusia después de apenas dieciséis días de campaña. Los caballeros no creían que la Orden, que aún se estaba recuperando de la grave derrota sufrida en la batalla de Grunwald de 1410, estuviese lista para emprender otra guerra con Polonia. Küchmeister depuso a Von Plauen y se hizo con el puesto de gran maestre. Trató de reanudar las negociaciones con Polonia en mayo de 1414. Las conversaciones fracasaron porque el rey Jogaila exigió que Von Plauen recuperase su cargo y rehusó cualquier pacto.

## La guerra

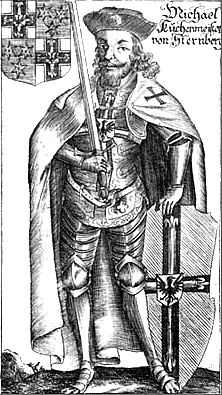
Dibujo de Michael Küchmeister von Sternberg

Fuerzas de Jogaila y del gran duque Vitautas invadieron Prusia, por entonces gobernada por la Estado monástico de los Caballeros Teutónicos, en el verano de 1414. Cruzaron Osterode (Ostróda) y penetraron en Warmia, saqueando pueblos y quemando las cosechas a su paso. Los caballeros teutónicos se concentraron en defender Culmerland (la región de Chełmno). Se encerraron en sus castillos y evitaron enfrentarse en batalla campal a los polaco-lituanos, pues consideraban que en este tipo de lid estos eran superiores. Küchmeister aplicó la táctica de tierra quemada con la esperanza de privar a las huestes enemigas de víveres y suministros. Esto más tarde desencadenó una hambruna y una epidemia de peste que aquejaron a la región. Los invasores descartaron asediar las fortalezas teutónicas y se retiraron. El legado apostólico Guillermo de Lausana propuso resolver el conflicto mediante la diplomacia y las partes firmaron una tregua de dos años en Estrasburgo (Brodnica) en octubre. Jogaila y Vitautas accedieron a presentar sus reclamaciones ante el Concilio de Constanza. Aun así, las disputas territoriales no se resolvieron hasta la firma del Tratado de Melno en 1422.